# Ammerswil
Ammerswil (in einheimischer Mundart: [ˌɑmˑəɾʒ̊ˈʋiːl]) ist eine Einwohnergemeinde im Schweizer Kanton Aargau. Sie gehört zum Bezirk Lenzburg und liegt drei Kilometer südöstlich des Bezirkshauptorts Lenzburg.

## Geographie
Das Strassendorf liegt in einem kleinen Quertal zwischen dem Bünztal im Osten und dem Seetal im Westen. Ausgenommen nach Nordosten ist es auf allen Seiten von bewaldeten Hügeln der Rietenberg-Hügelkette umgeben. Dabei handelt es sich um den Herrliberg (506 m ü. M.) im Osten, die Hochrüti (562 m ü. M.) im Südwesten, die Hochwacht (667 m ü. M.) im Süden, den Birch (591 m ü. M.) im Südwesten und den Lütisbuech (538 m ü. M.) im Norden. Das Tal wird durch zwei Bäche entwässert, dem Lenzburger Stadtbach in Richtung Seetal und dem Krebsbach in Richtung Bünztal.
Die Fläche des Gemeindegebiets beträgt 319 Hektaren, davon sind 184 Hektaren bewaldet und 31 Hektaren überbaut. Der höchste Punkt befindet sich auf 610 Metern am Nordhang der Hochwacht, der tiefste auf 430 Metern an der unteren Krebsbachbrücke. Nachbargemeinden sind Hendschiken im Norden, Dintikon im Osten, Egliswil im Süden und Lenzburg im Westen.

## Geschichte
Der Fund eines Steinbeils lässt auf eine Besiedlung während der Jungsteinzeit schliessen. Im 8. Jahrhundert gründeten die Alamannen eine Hofsiedlung. Die erste urkundliche Erwähnung erfolgte im Jahr 924 in einem Zinsrodel des Fraumünsters in Zürich (de Onpretiswilare: Wolfhere I plenum … de Onpretteswilare), dann erscheint der Name erst wieder 1275 als Obrechtswilr und Umbrechtswile. Er stammt von einer althochdeutschen Zusammensetzung Oanperateswilari oder Onberahteswilari und bedeutet ‚Hofsiedlung des Oanperat/Onberaht‘. In seiner heutigen Lautgestalt ist der Name 1530 als Amerschwyl belegt.

Luftansicht (1970)

Im Mittelalter lag das Dorf im Herrschaftsbereich der Grafen von Lenzburg, ab 1173 in jenem der Grafen von Kyburg. Nachdem diese ausgestorben waren, übernahmen die Habsburger 1273 die Landesherrschaft und die Blutgerichtsbarkeit. Die niedere Gerichtsbarkeit wechselte mehrmals den Besitzer: zuerst die Herren von Hallwyl, danach die Freiherren von Fridingen, die Freiherren von Grünenberg und schliesslich die Herren von Ballmoos. 1415 eroberten die Eidgenossen den Aargau. Ammerswil gehörte nun zum Untertanengebiet der Stadt Bern, dem so genannten Berner Aargau. Nachdem Bern 1484 die niedere Gerichtsbarkeit erworben hatte, bildete das Dorf einen Teil des Gerichtsbezirks Othmarsingen im Amt Lenzburg. 1528 führten die Berner die Reformation ein. Die erste Schule lässt sich im Jahr 1602 nachweisen.
Beim Franzoseneinfall im März 1798 entmachteten die Franzosen die «Gnädigen Herren» von Bern und riefen die Helvetische Republik aus, die 1803 aufgelöst wurde. Ammerswil gehört seither zum Kanton Aargau. Bis etwa 1940 war das wirtschaftliche Leben Ammerswils von der Landwirtschaft geprägt, vor allem vom Ackerbau und der Viehzucht. In der zweiten Hälfte des 19. Jahrhunderts bot Heimarbeit für die Strohgeflechtindustrie zusätzlichen Verdienst. Fabriken in den umliegenden Gemeinden boten ebenfalls Arbeitsplätze an. Zwischen 1860 und 1980 stagnierte die Bevölkerungszahl bei durchschnittlich 320 Personen; seither hat sie sich jedoch aufgrund einer verstärkten Bautätigkeit verdoppelt.

## Sehenswürdigkeiten

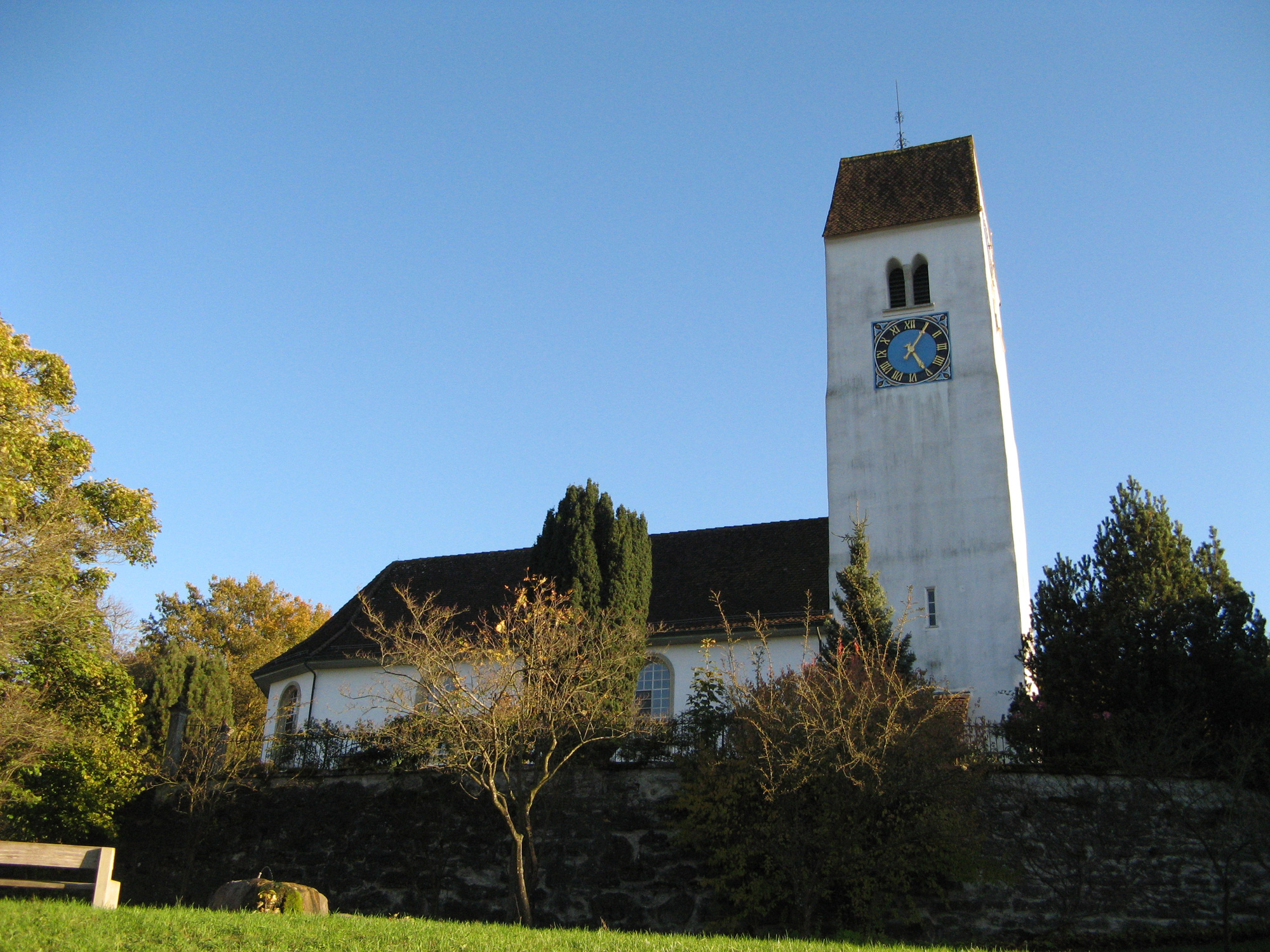
Kirche von Ammerswil

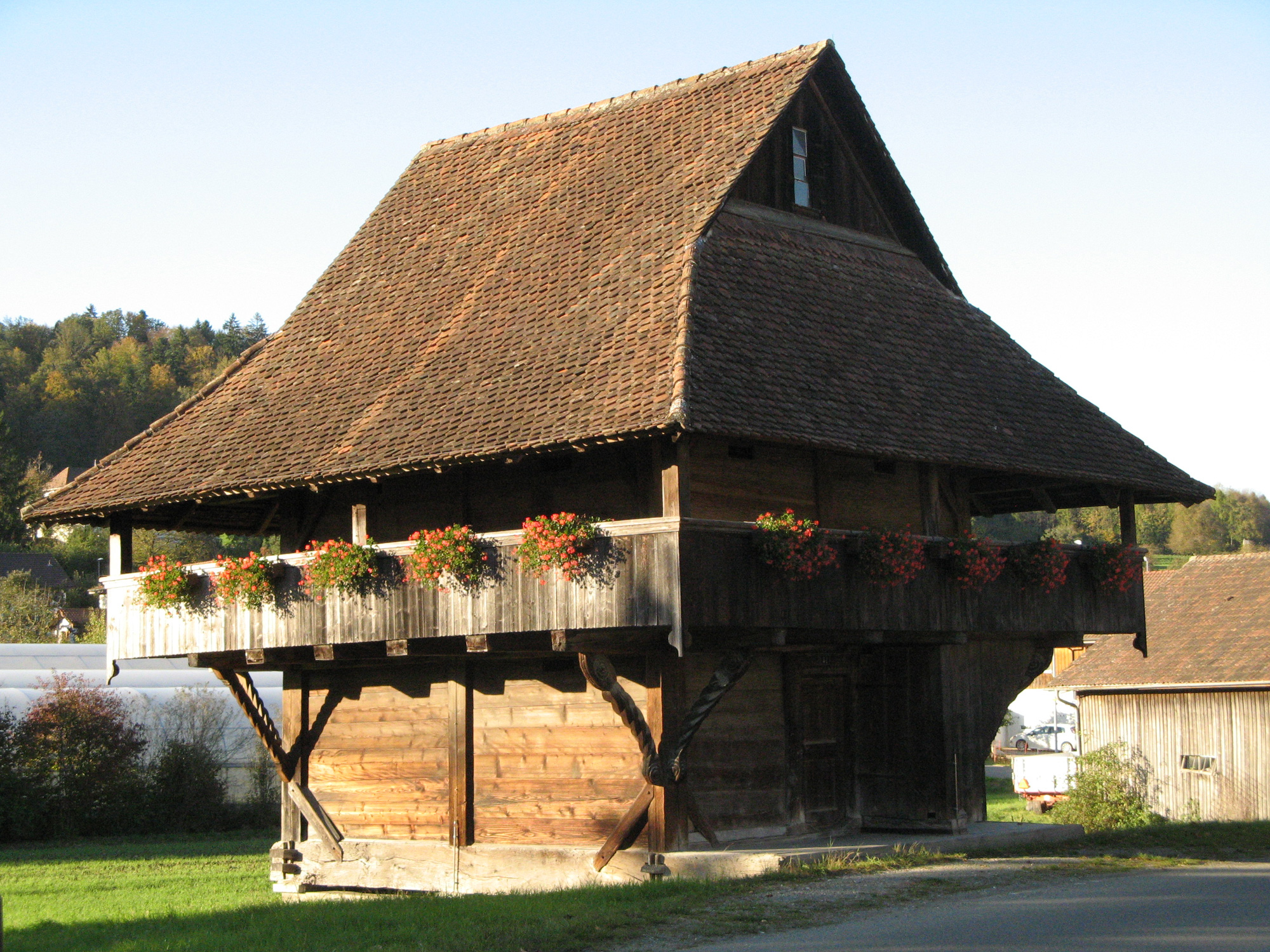
Pfrundspeicher

Historisches Luftbild von Werner Friedli vom 22. September 1970

Das Kirchenschiff der Ammerswiler Kirche entstand vor 1300 im spätromanischen Stil. Dessen Innenraum wurde im 15. Jahrhundert im gotischen Stil umgestaltet. Im Auftrag des Landvogts von Lenzburg erweiterte man das Gebäude im Jahr 1640 und baute es zu einer Saalkirche aus. Östlich der Pfarrkirche steht das 1783 von Carl Ahasver von Sinner im klassizistischen Stil errichtete Pfarrhaus. Zusammen mit Scheune und Pfrundspeicher bildet es einen geschlossenen Pfarrhof. Der 1685 errichtete Pfrundspeicher ist ein Kulturgut von nationaler Bedeutung.

## Wappen
Die Blasonierung des Gemeindewappens lautet: «In Weiss auf grünem Dreiberg wachsender roter Hirsch.» In dieser Form existiert das Wappen fast unverändert seit 1811, als es erstmals auf dem Gemeindesiegel verwendet wurde. Die Bedeutung des Wappenbildes ist nicht bekannt.

## Bevölkerung
Die Einwohnerzahlen entwickelten sich wie folgt:
| Jahr      | 1798 | 1850 | 1900 | 1930 | 1950 | 1960 | 1970 | 1980 | 1990 | 2000 | 2010 | 2020 |
| Einwohner | 208  | 295  | 332  | 326  | 298  | 327  | 345  | 317  | 421  | 609  | 684  | 735  |

Am 31. Dezember 2023 lebten 795 Menschen in Ammerswil, der Ausländeranteil betrug 14,6 %. Bei der Volkszählung 2015 bezeichneten sich 46,8 % als reformiert und 21,7 % als römisch-katholisch; 31,5 % waren konfessionslos oder gehörten anderen Glaubensrichtungen an. 96,6 % gaben bei der Volkszählung 2000 Deutsch als ihre Hauptsprache an und 1,6 % Italienisch.

## Politik und Recht
Die Versammlung der Stimmberechtigten, die Gemeindeversammlung, übt die Legislativgewalt aus. Ausführende Behörde ist der fünfköpfige Gemeinderat. Er wird im Majorzverfahren vom Volk gewählt, seine Amtsdauer beträgt vier Jahre. Der Gemeinderat führt und repräsentiert die Gemeinde. Dazu vollzieht er die Beschlüsse der Gemeindeversammlung und die Aufgaben, die ihm vom Kanton zugeteilt wurden. Für Rechtsstreitigkeiten ist in erster Instanz das Bezirksgericht Lenzburg zuständig. Ammerswil gehört zum Friedensrichterkreis XI (Lenzburg).

## Wirtschaft
In Ammerswil gibt es gemäss der im Jahr 2015 erhobenen Statistik der Unternehmensstruktur (STATENT) rund 80 Arbeitsplätze, davon 22 % in der Landwirtschaft, 29 % in der Industrie und 49 % im Dienstleistungsbereich. Neben Bauernhöfen gibt es einige wenige Dienstleistungsunternehmen und Gewerbebetriebe. Die meisten Erwerbstätigen sind Wegpendler und arbeiten in den grösseren Gemeinden der Umgebung wie Lenzburg, Villmergen oder Wohlen.

## Verkehr

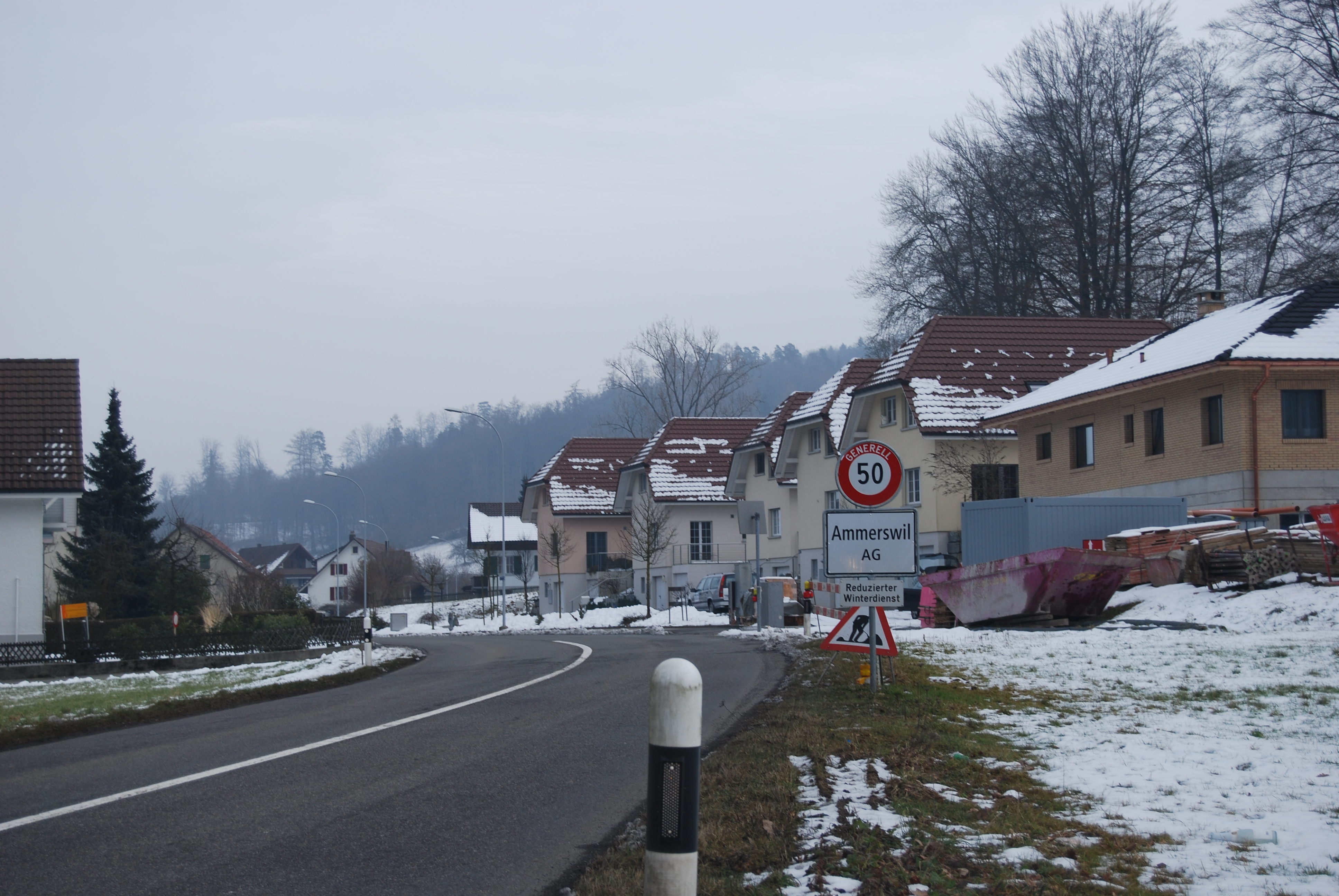
Dorfeingang von Ammerswil

Das Dorf liegt zwar abseits der Hauptverkehrsachsen, ist aber durch mehrere Nebenstrassen ins Bünztal und ins Seetal leicht erreichbar. Der Anschluss Lenzburg der Autobahn A1 ist fünf Kilometer entfernt. Die Anbindung an das Netz des öffentlichen Verkehrs erfolgt durch eine Buslinie der Gesellschaft Regionalbus Lenzburg, die vom Bahnhof Lenzburg nach Dintikon führt. An Wochenenden verkehrt ein Nachtbus von Lenzburg über Ammerswil und Wohlen nach Dottikon.

## Bildung
Die Gemeinde verfügt über einen Kindergarten und ein Schulhaus, in dem die Primarschule unterrichtet wird. Sämtliche Oberstufen der obligatorischen Volksschule (Realschule, Sekundarschule, Bezirksschule) können in Lenzburg besucht werden. Die nächstgelegenen Gymnasien sind die Alte Kantonsschule und die Neue Kantonsschule, beide in Aarau.

## Persönlichkeiten
- Ludwig Samuel Stürler (1768–1840), Architekt